# The Boat (film, 2018)
Pour plus de détails, voir Fiche technique et Distribution.
The Boat est un film britanico-maltais réalisé par Winston Azzopardi et sorti en 2018.

## Synopsis
Le film met en vedette Joe Azzopardi dans le rôle d'un marin solitaire qui trouve un voilier abandonné.
Par curiosité, il s'approche du voilier abandonné, y amarre son bateau, saute à bord et inspecte le voilier : il constate qu'il n'y a personne. En sortant, il réalise que son bateau a disparu et qu'il n'est nulle part en vue. Il se dirige vers le pont et, alors qu'il s'apprête à uriner, une voile le heurte et il manque de passer par-dessus bord avant d'attraper la rambarde à temps et de sauter sur le pont.
Il se dirige ensuite vers les toilettes, mais la porte se ferme toute seule. À sa grande horreur, il réalise que la porte ne s'ouvre pas malgré tous ses efforts. Il trouve une petite fenêtre et l'ouvre pour découvrir un cargo qui passe. Paniqué par la crainte d'une collision entre le voilier et le cargo, il tente d'ouvrir la porte, en vain. Il trouve une corde suspendue à la fenêtre de la salle de bain et la jette à l'eau. Celle-ci finit par s'emmêler avec l'hélice et ralentit le voilier. La corde se coince autour de son cou, étranglant Joe. Il parvient à la détacher, mais il s'évanouit sur le sol de la salle de bain. À son réveil, il parvient à hisser la voile. Au bout d'un moment, il constate que la corde est coupée et que le niveau de l'eau monte de minute en minute. Le voilier est pris dans une tempête et, tandis que la salle de bain se remplit d'eau, il tente de détacher l'autre voile, ce qu'il finit par faire. Il ferme la petite fenêtre et attend que la tempête passe. Il s'endort.
Le lendemain matin, il est toujours en vie et sa salle de bain n'est pas encore inondée. Sans rien faire d'autre, il essaie de rouvrir la porte d'un coup de pied. Il entend un bruit et constate que la porte n'est plus verrouillée. Il s'échappe rapidement et se rend sur le pont où il trouve des bouées qu'il attache à la porte cassée, de peur que son bateau ne coule. Il met à l'eau cette embarcation de fortune nouvellement créée et monte dessus. Au bout d'un moment, le voilier ne semble pas couler, alors l'homme remonte à bord. Il parvient à fabriquer une pompe pour évacuer l'eau.
Après un moment, il aperçoit un navire au loin et monte rapidement sur son embarcation de fortune pour pagayer jusqu'au navire. Cependant, il remarque que le voilier le suit. Il saute à l'eau de son embarcation de fortune, juste avant que le voilier ne le percute.
La nuit commence à tomber. Maintenant que le voilier et son embarcation de fortune ont disparu, il flotte sur la mer et trouve des dauphins qui nagent près de lui. Il fait nuit et il a des échanges amicaux avec les dauphins. À sa grande horreur, il se retourne et constate que le voilier est revenu. Sans autre recours, il parvient à monter à bord et à se rendre dans une autre salle de bain où il s'endort.
Le lendemain matin, il découvre que la porte de la chambre est désormais verrouillée. Il découvre une petite trappe qui mène à un petit espace de rangement. La petite porte par laquelle il était entré se referme brusquement et il se retrouve à nouveau pris au piège. Pendant ce temps, le voilier s'approche d'une ville maritime. L'homme aperçoit la ville par la fenêtre et tente de l'ouvrir, mais celle-ci ne bouge pas.
Puis, la petite porte par laquelle il était entré s'ouvre et l'homme sort pour trouver la porte de la chambre déverrouillée. Il débarque du voilier et erre dans la ville maritime. Il explore quelques bâtiments abandonnés, puis remarque que le voilier a un comportement presque intelligent. Le voilier s'éloigne et disparaît. Il déambule jusqu'à ce qu'il retrouve son propre bateau, qu'il avait perdu plus tôt, amarré au rivage. L'homme se retrouve de retour sur l'île d'où il a commencé son voyage.
La caméra le suit dans une grotte sous-marine et, par une petite ouverture, on aperçoit l'océan. Et là, le mystérieux voilier est aperçu pour la dernière fois.

## Fiche technique
- Titre : The Boat
- Réalisation :  Winston Azzopardi
- Scénario :
- Direction artistique :
- Montage :
- Photographie :
- Musique : Ralph Sall
- Décors :
- Costumes :
- Producteurs :
- Producteurs exécutifs :
- Sociétés de production :
- Sociétés de distribution :
- Pays d’origine : Royaume-Uni / Malte
- Langue : anglais
- Format :
- Genre : Thriller
- Durée :
- Date de sortie :  France : 25 janvier 2020 (en vidéo) [1]

## Distribution
- Joe Azzopardi : ?